# Szúnyogevő tirannusz
A szúnyogevő tirannusz (Culicivora caudacuta) a madarak (Aves) osztályának verébalakúak (Passeriformes) rendjébe, ezen belül a királygébicsfélék (Tyrannidae) családjába tartozó Culicivora nem egyetlen faja.

## Előfordulása
Argentína, Bolívia, Brazília,  Paraguay és Uruguay területén honos.